# 金沢市立病院
金沢市立病院（かなざわしりつびょういん）は、石川県金沢市平和町にある医療機関。金沢市が運営する病院である。一般病棟と診療科からなる本館、感染症病棟などからなる別館、透析センターなどからなる東館で構成されている。

## 沿革
- 1900年3月 - 金沢伝染病隔離所設立（2年後「金沢市立桜木病院」に改称）。
- 1928年4月 - 金沢市立金沢病院を新設。
- 1950年4月 - 金沢市立金沢病院を金沢市民病院に改称、金沢市立桜木病院を市民病院付属伝染病院に改称（後に統合・廃止）。
- 1959年8月 - 金沢市民病院を総合病院金沢市立病院に改称、同時に現在地（金沢市平和町）に移転。
- 1986年11月 - 病院改築工事に着手。
- 1988年6月 - 本館使用開始。
- 1989年6月 - 全館完成。
- 1999年8月 - 東館完成。

## 診療科
- 内科
- 小児科
- 循環器科
- 消化器科
- 呼吸器科
- 神経内科
- 外科
- 整形外科
- 脳神経外科
- 産婦人科
- 泌尿器科
- 皮膚科
- 耳鼻咽喉科
- 麻酔科
- ペインクリニック科
- 放射線科

### 付属施設
- リハビリテーションセンター
- 睡眠呼吸障害センター
- 透析センター
- 内視鏡センター

## 交通
- 金沢駅バスターミナル（金沢駅東口10番乗り場）より北陸鉄道バス「平和町」、「金大附属学校自衛隊前」、「つつじが丘住宅」、「北陸学院大学」、「大桑住宅」、「内川小学校前」行き乗車し、『平和町』下車。
- 北陸鉄道石川線野町駅より車で約10分、金沢駅より車で約20分。